# Frank Holl (Maler)

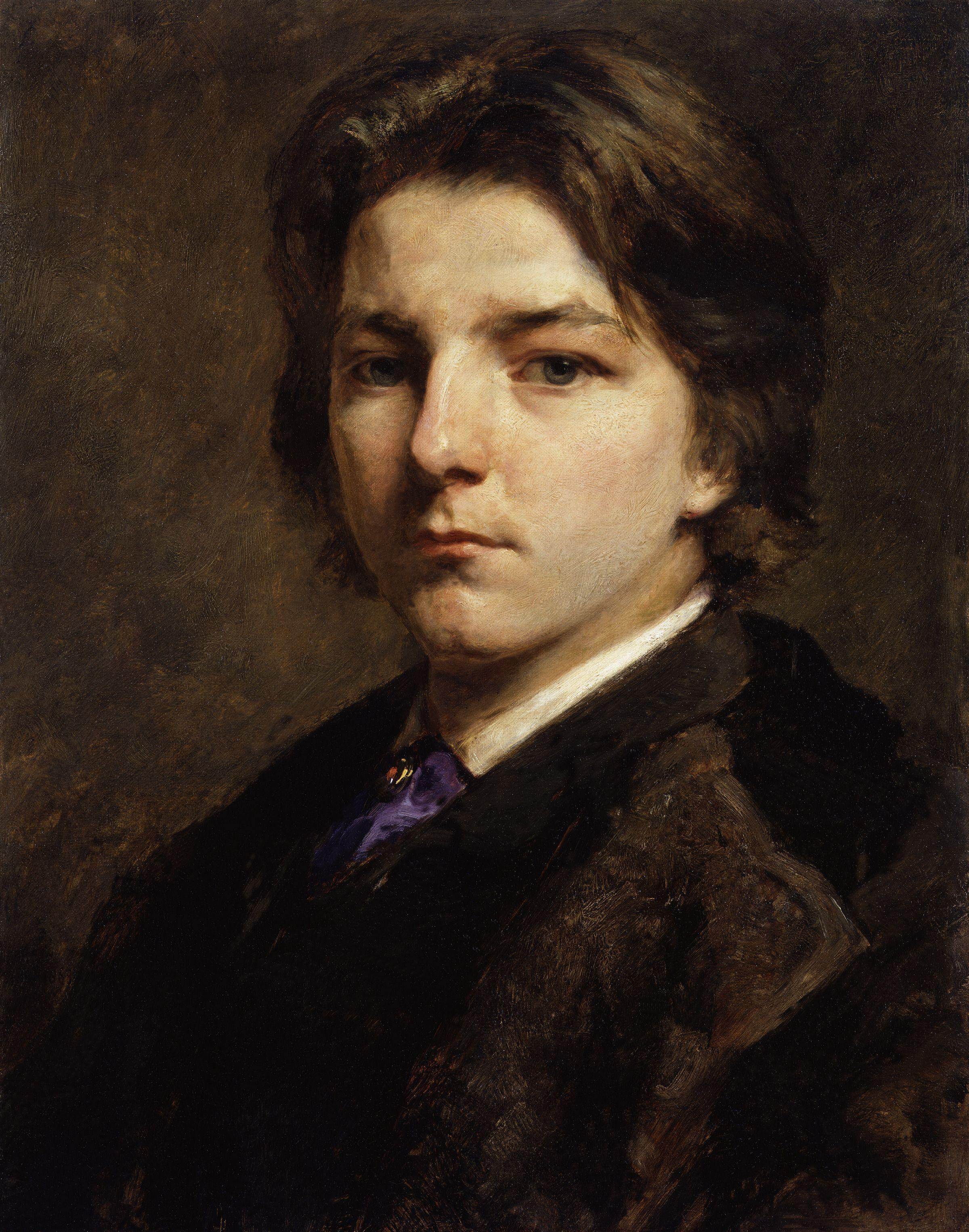
Selbstporträt von Frank Holl, 1863

Frank Holl, eigentlich  Francis Montague Holl  (* 4. Juli 1845 in Kentish Town; † 31. Juli 1888 in Hampstead) war ein englischer Maler und Illustrator.

## Leben und Werk
Holl erhielt den ersten Unterricht von seinem Vater, dem bekannten Kupferstecher Francis Holl. Er bezog mit 15 Jahren die Schule der königlichen Akademie und gewann dort 1863 die goldene Medaille und ein zweijähriges Stipendium für das beste Historienbild. 1869 malte er eine ergreifende Familienszene Der Herr hat es gegeben, der Herr hat es genommen, worauf ihm die Königin den Auftrag für ein weiteres Bild ähnlichen Themas gab. Er malte dann Keine Kunde von der See (1871), worin er eine Seemannsfrau, in ängstlicher Erwartung nach der See ausschauend, schilderte.
Holl war auch Illustrator für diverse Publikationen, darunter für das Werk Phineas Redux tätig. Gegen Ende seines Lebens wandte sich Holl dem Porträtfach zu. In seinen Werken zeigt sich eine Neigung zum Pathetischen, doch sind sie stets von großer Sorgfalt und zeugen von Naturstudium.

## Werke
- Das Opfer Isaaks
- Die Farnkrautsammler (1865)
- Der Rekonvaleszent (1867)
- Das Dorfbegräbnis

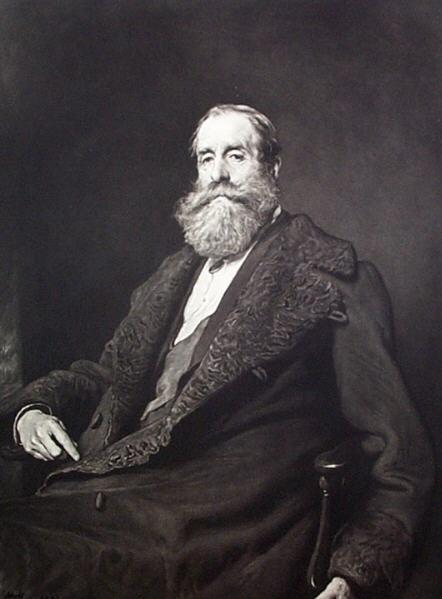
Hollgemälde von 1888

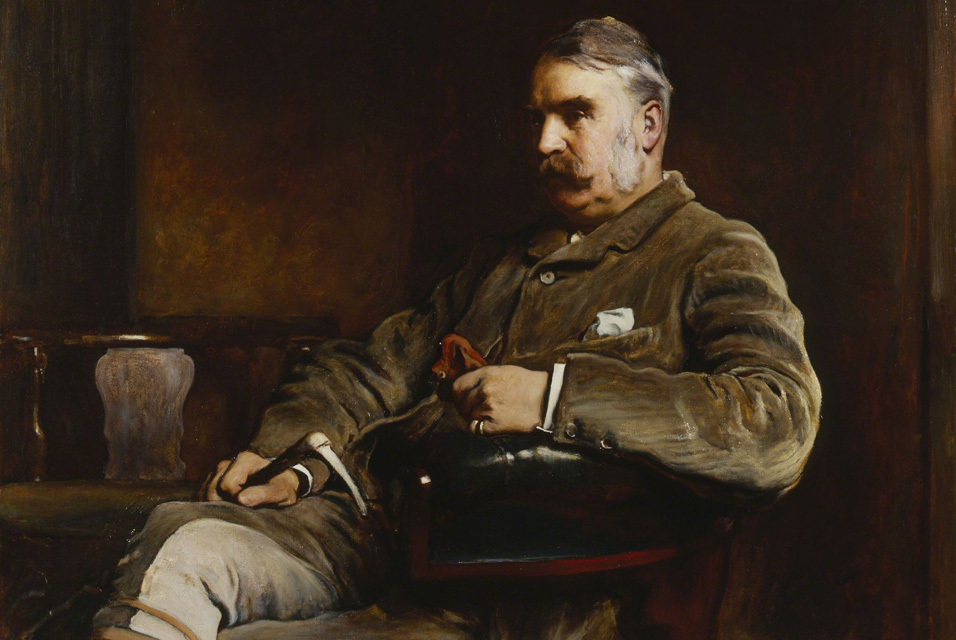
Porträt des W. S. Gilbert von Frank Holl.

- Ein Ruheplatz in einer Eisenbahnstation (1873)
- Im Stiche gelassen (1874)
- Der Erstgeborne (1876)
- Der Heimgang (1877)
- In Newgate verhaftet (1878)